# Edward Yang

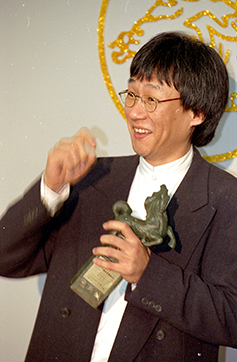
Edward Yang (1994)

Edward Yang (chinesisch 楊德昌 / 杨德昌, Pinyin Yáng Déchāng; * 6. November 1947 in Shanghai; † 29. Juni 2007 in Beverly Hills, Kalifornien) war ein taiwanischer Filmregisseur und Drehbuchautor. Als einer der bedeutendsten Vertreter der taiwanischen Nouvelle Vague prägte er das moderne asiatische Kino maßgeblich. Seine Filme Ein Sommer zum Verlieben (1991) und Yi Yi (2000) erlangten internationale Anerkennung.

## Leben
Edward Yang wurde 1947 in Shanghai geboren und zog in den 1950er-Jahren mit seiner Familie nach Taiwan, wo er Elektrotechnik an der National Chiao Tung University studierte. Er wuchs mit Filmen von Regisseuren wie Federico Fellini und Robert Bresson auf und träumte davon, Filmemacher zu werden. Anschließend setzte er sein Studium in den Vereinigten Staaten fort und erlangte einen Masterabschluss in Elektrotechnik an der University of Florida. Während seines Aufenthalts in den USA kam er mit dem europäischen Autorenkino in Berührung, insbesondere mit den Werken von Werner Herzog und Michelangelo Antonioni, die seinen späteren Stil beeinflussten. Sein Schlüsselerlebnis hatte er 1972, als er Herzogs Aguirre, der Zorn Gottes sah, was ihn in seinem Wunsch bestärkte, Filmemacher zu werden.
Nach seinem Studium arbeitete Yang als Computerdesigner in Seattle. Mit 30 Jahren entschied er sich zur Verfolgung einer Karriere als Filmemacher nach Taiwan zurückzukehren.

## Wirken
Er schrieb die Drehbücher seiner Filme grundsätzlich selbst und trat erstmals als Drehbuchautor von Der Winter 1905 (1981) in Erscheinung. Sein erster Film als Regisseur war Dieser Tag am Strand (1983), für das er auch das Drehbuch verfasste, welcher in Rückblenden und auf verschiedenen Erzählebene von zwei Frauen, ehemaligen Schulfreundinnen, handelt, die sich nach 13 Jahren wiedersehen. In Taipei Story (1985), einer Zusammenarbeit mit Hou Hsiao-Hsien als Koautor und Hauptdarsteller, entwickelt sich die Geschichte eines Paares, das in einer leeren Wohnung über ihre Vergangenheit spricht, zu einer Studie über urbane Entfremdung im Stil von Michelangelo Antonioni.
Ein Sommer zum Verlieben (1991) ist ein vielschichtiges Porträt Jugendlicher im Taipeh der frühen 1960er-Jahre und umfasst über 100 Sprechrollen; die in Halbdunkelheit gehaltenen Szenen reflektieren sowohl die innere Entfremdung der Charaktere als auch die häufigen Stromausfälle jener Zeit.
Gemeinsam mit Hou Hsiao-Hsien gehörte er zu den zentralen Vertretern der taiwanischen Nouvelle Vague der 1980er-Jahre. Seine Filme zeichnen sich durch einen besonderen visuellen Stil aus: bewusstes Tempo, lange Einstellungen, statische Kamera, wenige Nahaufnahmen, leere Räume und Stadtlandschaften. Sie thematisieren häufig die Spannungen zwischen Tradition und Moderne sowie die rasanten gesellschaftlichen Veränderungen in Taiwan, wobei die Stadt Taipeh dabei oft eine zentrale Rolle spielt und in seinen Werken selbst zur Protagonistin wird. Obwohl er oft als „orientalischer Antonioni“ bezeichnet wurde, vermied Yang die Konzentration auf eine einzelne Figur und nahm stattdessen eine breitere Perspektive ein, in der Stadt und Charaktere interagieren.
Yang folgte mit zwei satirischen Komödien, A Confucian Confusion (1995) und Mahjong (1996), bevor er mit Yi Yi (2000) seinen international größten Erfolg feierte; dieser fast dreistündige Film bietet eine fein nuancierte Darstellung einer Mittelklassefamilie aus verschiedenen Blickwinkeln und thematisiert die Freuden und Herausforderungen menschlicher Beziehungen. Für diesen Film erhielt er im Jahr 2000 unter anderem den Preis für die beste Regiearbeit bei den Filmfestspielen in Cannes 2000. Dieser Film festigte seinen Ruf als einer der einflussreichsten asiatischen Regisseure seiner Generation.
Yang starb Ende Juni 2007 im Alter von 59 Jahren im kalifornischen Beverly Hills an den Folgen von Darmkrebs. Er hinterlässt seine Frau, die Konzertpianistin Kaili Peng, einen Sohn (* 2001), eine jüngere Schwester und einen Bruder. Den geplanten Animationsfilm The Wind konnte er nicht mehr realisieren, bei dem er mit Jackie Chan zusammenarbeiten und ein Team von Animatoren leiten wollte.

## Filmografie (Auswahl)
Als Regisseur & Drehbuchautor
- 1981: Floating Weeds (Fu Ping)
- 1982: In Our Time (光陰的故事 / 光阴的故事, Guangyīn de Gushì)
- 1983: That Day on the Beach (海灘的一天 / 海滩的一天, Haitan de Yitian)
- 1985: Taipei Story (青梅竹馬 / 青梅竹马, Qingmei Zhuma) ... FIPRESCI-Preis in Locarno
- 1986: The Terrorizer / Die Spur des Schreckens (恐怖份子, Kongbu Fenzi)
- 1991: Ein Sommer zum Verlieben / A Brighter Summer Day (牯嶺街少年殺人事件 / 牯岭街少年杀人事件, Gulingjie Shaonian Sharen Shijian)
- 1994: A Confucian Confusion (獨立時代 / 独立时代, Duli Shidai)
- 1996: Mahjong / Couples (麻將 / 麻将, Majiang)
- 2000: Yi Yi – A One and a Two (一一, Yiyi)

Als Produzent
- 1991: A Brighter Summer Day / Ein Sommer zum Verlieben (牯嶺街少年殺人事件 / 牯岭街少年杀人事件, Gulingjie Shaonian Sharen Shijian)

Als Artdirector
- 1991: A Brighter Summer Day / Ein Sommer zum Verlieben (牯嶺街少年殺人事件 / 牯岭街少年杀人事件, Gulingjie Shaonian Sharen Shijian)
- 1994: A Confucian Confusion (獨立時代 / 独立时代, Duli Shidai)

Als Schauspieler
- 1984: Summer at Grandpa’s (冬冬的假期, Dongdong de Jiaqi)
- 1997: First Love Unlimited (初戀無限Ｔｏｕｃｈ! / 初恋无限Ｔｏｕｃｈ!, Chulian Wuxian Touch) ... als Taps Stiefvater
- 2000: Yi Yi – A One and a Two (一一, Yiyi) ... als Pianist im Cellokonzert

## Auszeichnungen (Auswahl)
- 1996: Alfred-Bauer-Preis, Lobende Erwähnung auf der Berlinale für Mahjong (Shake and bake)
- 2000: Beste Regie bei den Internationalen Filmfestspielen von Cannes für Yi Yi (A One and a Two), einen Film, der von den Problemen und Sorgen der Mitglieder einer taiwanischen Familie erzählt.